# Dụ ngôn Người giàu ngu dại
Dụ ngôn Người Giàu Ngu dại của Chúa Giêsu được chép trong Phúc âm Lu-ca 12: 16-21.

## Nội dung
| “                                                                    | Sau đó Người nói với họ dụ ngôn này: "Có một nhà phú hộ kia, ruộng nương sinh nhiều hoa lợi, mới nghĩ bụng rằng: "Mình phải làm gì đây? Vì còn chỗ đâu mà tích trữ hoa màu!". Rồi ông ta tự bảo: "Mình sẽ làm thế này: phá những cái kho kia đi, xây những cái lớn hơn, rồi tích trữ tất cả thóc lúa và của cải mình vào đó. Lúc ấy ta sẽ nhủ lòng: hồn ta hỡi, mình bây giờ ê hề của cải, dư xài nhiều năm. Thôi, cứ nghỉ ngơi, cứ ăn uống vui chơi cho đã!". Nhưng Thiên Chúa bảo ông ta: "Đồ ngốc! Nội đêm nay, người ta sẽ đòi lại mạng ngươi, thì những gì ngươi sắm sẵn đó sẽ về tay ai?". Ấy kẻ nào thu tích của cải cho mình, mà không lo làm giàu trước mặt Thiên Chúa, thì số phận cũng như thế đó". | ” |
| — Luca 12: 16-21, Bản dịch của Nhóm Phiên dịch Các giờ kinh Phụng vụ | |   |

Chúa Giêsu đã kể câu chuyện này sau khi một người tìm đến xin ngài phân xử việc thừa kế:
| “                                                                    | Có người trong đám đông nói với Đức Giêsu rằng: "Thưa Thầy, xin Thầy bảo anh tôi chia phần gia tài cho tôi". Người đáp: "Này anh, ai đã đặt tôi làm người xử kiện hay người chia gia tài cho các anh?". Và Người nói với họ: "Anh em phải coi chừng, phải giữ mình khỏi mọi thứ tham lam, không phải vì dư giả mà mạng sống con người được bảo đảm nhờ của cải đâu". | ” |
| — Lu-ca 12:13-15, Bản dịch của Nhóm Phiên dịch Các giờ kinh Phụng vụ | |   |

## Diễn giải
- Nên biết rằng mục tiêu của cuộc sống không phải là thu trữ của cải vật chất đời này. Ai cũng biết mọi người đều trắng tay khi lìa đời. Tài sản người ấy cả đời tích lũy sẽ sang tay người khác, là người chẳng hề lao khổ để có được chúng. Tác giả Sách Huấn Ca (Truyền đạo) trong Cựu Ước cũng có quan điểm tương tự, "Ta cũng ghét mọi công lao ta đã làm ở dưới mặt trời, vì phải để lại cho người sau mình" (Huấn ca 2:18)
- Khi một người ấn định mục tiêu duy nhất cho cuộc đời mình là làm giàu thì người ấy sẽ hiếm khi có cơ hội hưởng thụ sự giàu sang mà người ấy đã nhọc công gây dựng. Bởi vì mạng sống của con người ở trong tay Chúa, không phải trong tay họ, mặc dù những người giàu có thường tỏ ra tự mãn với suy nghĩ họ đang làm chủ cuộc đời mình, như trường hợp của người giàu trong dụ ngôn này.
- Ham hố tích lũy của cải cho đời này không phải là phước hạnh, cũng không phải là một chọn lựa khôn ngoan, nhưng sự khôn ngoan và phước hạnh vĩnh cửu là tích lũy của cải cho cuộc sống vĩnh hằng. Vì vậy, "hãy cẩn thận... vì sự sống của người ta không phải cốt tại của cải mình dư dật đâu".